# 村上順子
村上 順子（むらかみ じゅんこ、旧姓：徳山、1969年9月25日 - ）は、元読売テレビ（ytv）アナウンサー。

## 来歴・人物
大阪生まれの奈良県育ち。立命館大学文学部卒業後、1992年入社。
「ズームイン!!サタデー」の名物中継アナであり、番組の初回から関西地区のキャスターを担当した。また「ズームイン!!朝!」時代から「ズームイン!!SUPER」までの関西地区のキャスターを担当。
読売テレビの番組の企画で先輩アナの植村なおみ、脇浜紀子と組んで、『NORA』というユニットを組んだこともある。
読売テレビの同僚（報道記者）と社内結婚した後も、アナウンサーの仕事を続けていたが、2005年4月8日読売テレビを退職した。
2011年10月8日放送分『ズームイン!!サタデー』内で放送された、コーセーコスメポートによるインフォマーシャル「日本全国!時短ビューティー大阪篇」で、久々のテレビ番組登場となった。

## 過去の担当番組
- 「ズームイン!!サタデー」（ytvキャスター）
- 「ズームイン!!SUPER」（ytvキャスター）
- 「ウェークアップ!」（アシスタント） ほか

## 映画出演
- ゴジラシリーズ
  - ゴジラvsデストロイア（1995年） - 助手 役[1]
  - ゴジラ×メガギラス G消滅作戦（2000年） 村上順子 役[1]